# Euan Murray
Pas d'image ? Cliquez ici

a Compétitions nationales et continentales officielles uniquement.

b Matchs officiels uniquement.
Dernière mise à jour le 21 mars 2015.
Euan Murray, né le 7 août 1980 à Glasgow (Écosse) est un joueur de rugby à XV qui joue avec l'équipe d'Écosse depuis 2005, évoluant au poste de pilier (1,85 m et 118 kg).

## Biographie
Il a eu sa première cape internationale le 8 juin 2005 contre l'équipe de Roumanie.
Il a joué avec le club de Glasgow Rugby en coupe d'Europe (3 matches en 2004-2005, 4 en 2005-2006) et en Ligue Celte. Il demeure une des pièces essentielles de la mêlée écossaise depuis 2006.
Ce joueur, qui a la particularité de ne pas jouer le dimanche en raison de ses convictions religieuses, décide de rester en Angleterre après la descente en seconde division de son club de Newcastle pour intégrer l’effectif du Worcester Warriors.
Le 11 mai 2015, Murray annonce qu'il met un terme à sa carrière internationale et ne disputera pas à la prochaine Coupe du monde.

## Clubs
- 2003-2007 : Glasgow Warriors
- 2007-2010 : Northampton Saints
- 2010-2012 : Newcastle Falcons
- 2012 : SU Agen
- 2012-2014 : Worcester Warriors
- 2014-2015 : Glasgow Warriors
- 2015-2016 : Section paloise

## Palmarès
- 66 sélections
- 10 points (2 essais)
- sélections par années: 1 en 2005, 3 en 2006, 11 en 2007, 10 en 2008, 3 en 2009, 7 en 2010, 6 en 2011, 8 en 2012, 9 en 2013, 4 en 2014, 4 en 2015
- Tournoi des Six Nations disputés: 2007, 2008, 2009, 2010, 2011, 2012, 2013, 2014, 2015

Il participe également à une tournée des Lions britanniques et irlandais en 2009 en Afrique du Sud, où il dispute quatre rencontres mais ne participe à aucun test.